# 伊利尼夫卡市镇
伊利尼夫卡乡级市镇（烏克蘭語：Іллінівська сільська громада）是乌克兰顿涅茨克州克拉马托尔斯克区的一个市镇，行政中心为伊利尼夫卡村。市镇面积为523.3平方公里，人口数量为8,897人（2020年）。

## 聚居点
该市镇包括20个村庄和5个乡村居民点。